# CDC25A
CDC25A (de sus siglas en inglés "Cell division cycle 25 homolog A") es una proteína codificada en mamíferos por el gen cdc25A. Esta proteína pertenece a la familia CDC25 de fosfatasas duales específicas. Las proteínas fosfatasas duales específicas eliminan los grupos fosfato de los residuos de tirosina y de serina/treonina fosforilados. A nivel catalítico, representan un subgrupo de la familia de las tirosina fosfatasas (en oposición a la familia de las serina/treonina fosfatasas).
Todos los mamíferos estudiados hasta la fecha presentan tres homólogos del gen cdc25 de S. pombe, designado como Cdc25A, Cdc25B y Cdc25C. Por el contrario, algunos invertebrados tienen dos (como Drosophila; genes string y twine) o cuatro (como C. elegans; genes Cdc-25.1 - Cdc-25.4) homólogos. 
La proteína CDC25A es necesaria para la transición G1/S del ciclo celular, pero también juega un importante papel en eventos posteriores del ciclo celular. En particular, CDC25A es estabilizado en células en metafase y es degradado una vez que las células han salido de metafase, de un modo similar a lo que le sucede a la ciclina B. Es capaz de activar a Cdk4 y a Cdk2 mediante la eliminación de los grupos fosfato inhibidores situados en los residuos de tirosina y treonina. También puede activar a Cdk1, la principal Cdk de la mitosis.
CDC25A es específicamente degradada en respuesta a daño en el ADN, dando lugar a la parada del ciclo celular. Esta degradación representa un punto de control de daño en el ADN durante la progresión del ciclo celular, complementando la inducción de p53 y p21 en la inhibición de las Cdks. CDC25A es considerado un oncogén debido a que puede cooperar con la proteína oncogénica Ras en la transformación de fibroblastos (en roedores), y es hiper-expresado en tumores de diversos tejidos, incluyendo pecho, cerebro y cuello. Es una diana de la familia de factores de transcripción E2F y su hiper-expresión es una consecuencia común de la desregulación de p53-p21-Cdk en carcinogénesis.

## Interacciones
La proteína CDC25A ha demostrado ser capaz de interaccionar con: 
- ASK1[2]
- Receptor del factor de crecimiento epidérmico[3]
- c-Raf[4][5]
- CHEK1[6][7][8][9]
- Ciclina E1[10][11]
- PIM1[12]
- YWHAB[13]